# 児童保護サービス
アメリカ合衆国の児童保護サービス（Child Protective Services, CPS）とは、児童虐待や育児放棄の通報に対して責務を負う各州の政府機関名。州によってはより家庭に焦点を当てた命名がされる場合もあり、児童家庭サービス（Department of Children & Family Services, DCFS）などで運用されていることもある。CPSは単にソーシャルサービス（Department of Social Services）と呼ばれることもある。

## 根拠法

### 連邦レベル
CPSは以下の連邦法を根拠とする。
- 児童虐待防止及び対処措置法（Child Abuse Prevention and Treatment Act、CAPTA）
- Indian Child Welfare Act (ICWA)
- Multi-Ethnic Placement Act (MEPA)
- Adoption and Safe Families Act (ASFA)
- 42 U.S.C. Section 1983, and depending on the circumstances 1985.

## 通報基準
一般的に言われているのは、児童が虐待・放置されていることを知っている、または認識（believe）、推測（suspect）するに足る合理的な理由（reasonable cause）がある場合、市民は通報しなければならない。CPSは通報すべきかどうかの判断基準ガイドラインを公表している。

## 統計
児童家庭局の報告によれば、米国では2004年にはおおよそ350万人の児童が虐待・放棄として事件捜査対象となり、うち推定872千人の児童は既に虐待・放棄を受けており、推定1490人の子供は前年に虐待・放棄により死亡している。2007年には1760人の児童が虐待・放棄によって死亡している。児童虐待は、最も力の弱い人口層がターゲットとなり、死亡ケースの76%が5歳以下であった。2008年のデータでは、児童1000人あたり8.3人が虐待・放棄の被害者となり、1000人あたり10.2人は住宅下に置かれていなかった。
米国で2010年に里親支援を受けた約40万人の児童のうち、36%は5歳以下であった。その期間、5歳以下の児童約12万人が新規に里親制度支援を受け、一方で里親支援を卒業したのは10万人以下であった。CPSは2009年には、年間250万件の児童虐待通報を受けており、うち61.9%が捜査対象となっている。 国家データに基づく再虐待の研究によれば、児童の22%が2年以内に再度虐待通報され、7%は通報された再虐待は事実であった。

### 再虐待についての統計
米国には主に3つの再虐待についての統計がある。National Child Abuse and Neglect Data System (NCANDS)、National Survey of Child and Adolescent Well-Being (NSCAW)、National Incidence Study (NIS)。それぞれ長所と短所がある。
NCANDSは1974年に開始され、CPSの捜査対象となった全ての虐待・放棄疑いの通報についてはすべて含んでいる。NSCAWは1996年に開始されNCANDSと似ているが、CPSの捜査対象となった虐待・放棄通報のみの統計である。しかしNCANDSにはない児童と家族関係の臨床的判定が含まれている。NISは1974に開始され、CPSが収集したデータが含まれており、さらに地方紙の情報から虐待・放棄事件の全体を描く多様なデータが含まれている。

## Notes
- Drake, B. & Jonson-Reid, M. (2007). A response to Melton based on the Best Available Data.  Published in: Child Abuse & Neglect, Volume 31, Issue 4, April 2007, Pages 343-360.
- Laird, David and Jennifer Michael (2006). "Budgeting Child Welfare: How will millions cut from the federal budget affect the child welfare system?" Published in: Child Welfare League of America, Children's Voice,  Vol. 15, No. 4 (July/August 2006).  Available on-line at: https://web.archive.org/web/20061109152420/http://www.cwla.org/voice/0607budgeting.htm.
- Pecora, Peter J., James K. Whittaker, Anthony N. Maluccio, with Richard P. Barth and Robert D. Plotnick (1992). The Child Welfare Challenge: Policy, Practice, and Research. NY:Aldine de Gruyter. ISBN .
- Petr, Christopher G. (1998). Social Work with Children and their Families: Pragmatic Foundations. NY:Oxford University Press. ISBN 0-19-510607-5.
- Scott, Brenda (1994), "Out of Control. Who's Watching Our Child Protection Agencies?". Huntington House Publishers. ISBN  paper. ISBN  hardback.